# Monastère de San Giorgio Maggiore
Pour les articles homonymes, voir San Giorgio et San Giorgio Maggiore.
Le monastère de San Giorgio Maggiore est un monastère bénédictin du Xe siècle situé sur l'île de San Giorgio Maggiore à Venise en Italie.

## Historique
Le monastère de San Giorgio Maggiore fut fondé en 982 à la suite de la donation du Doge de Venise Tribuno Memmo au premier abbé du monastère Giovanni Morosini.
Au cours des siècles, il devint un centre théologique, culturel et artistique de première importance en Europe avec la création en 1951 de la fondation Cini.